# Photedes stigmatica
Photedes stigmatica är en fjärilsart som beskrevs av Eduard Friedrich Eversmann 1855. Photedes stigmatica ingår i släktet Photedes och familjen nattflyn. Inga underarter finns listade i Catalogue of Life.